# Сент Ан (Манитоба)
Сент Ан (енгл. Ste. Anne) је малена варош у југоисточном делу канадске провинције Манитоба у оквирима географско-статистичке регије Истман. Варошица је смештена готово на самом меридијанском центру Канаде, у близини географског центра Северне Америке, на око 80 км северно од државне границе са америчком савезном државом Минесота. Административни центар провинције град Винипег налази се свега 40 км западно од Сент Ане. Западно од вароши налазе се плодне прерије, док су источно густе четинарске шуме.
Према резултатима пописа становништва из 2011. у варошици је живело 1.626 становника у укупно 570 домаћинства, што је за 6% више у односу на 1.534 житеља колико је регистровано
приликом пописа 2006. године. Однос измешу франкофоне и англофоне заједнице у варошици је 40:60.

## Становништво
| 2011. |
| ----- |
| 1.626 |